# Trentino Volley
Trentino Volley, auch bekannt als ITAS Diatec Trentino, ist ein italienischer Volleyball-Verein, der in der ersten italienischen Liga (Superlega) spielt.

## Geschichte
Trentino Volley entstand am 23. Mai 2000 aus der ITAS BTB, aus Mezzolombardo, einer Mannschaft, die zuletzt in der zweiten italienischen Liga (A2) spielte.
Trentino Volley erwarb das Spielrecht für die höchste Liga von Ravenna. Die erste Spielstätte war die Sporthalle von Gardolo, diese war aber für Spiele der ersten Liga zu klein, so siedelte der Verein in das PalaGhiaie von Trient, das darauf PalaTrento genannt wurde und seit 2023 Il T quotidiano Arena heißt.
In seiner ersten Saison (2000–01) platzierte sich der Verein im Mittelfeld (10°). Erstmals für die Meisterschafts-Play-Off qualifizierte sich der Verein in seiner vierten Saison (2002–03), ein Unternehmen, das er seither jedes Jahr wiederholte, wobei 2006 mit dem vierten Endplatz das bis dahin beste Ergebnis erzielt wurde.
Seit 2008 ist Trentino eine italienische und europäische Spitzenmannschaft und wurde bisher fünfmal Vereinsweltmeister, sechsmal Italienischer Meister sowie viermal Sieger der Champions League und dreimal Italienischer Pokalsieger.

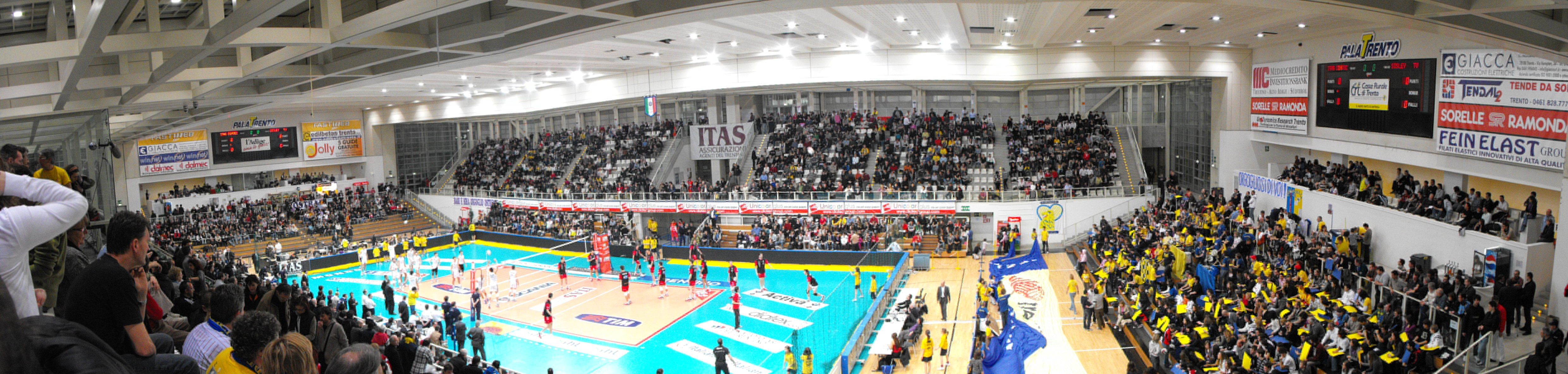
Trentino Volley gegen Sisley Treviso, PalaTrento März 2009

## Jugendbereich
Die Jugendmannschaft wurde 2005–2006 Italienischer Meister.